# Кукарка
Кука́рка (Талиця, рос. Кукарка, Талица) — річка в Росії, протікає територією Кіровської області (Фальонський район, Зуєвський район), ліва притока Святиці.
Річка починається за 3 км на південний захід від села Медвежена, на вододілі річок Святиця та Суна, на кордоні двох районів. Перші 2 км протікає на північний схід і слугує на цій ділянці природним кордоном районів. Потім вже на території Фальонського району повертає на схід з невеликим відхиленням на південний схід. Перед селом Октябрський річка повертає на північний схід. Впадає до Святиці навпроти села Святиця. Значні ділянки берега заліснені. Приймає декілька дрібних приток, найбільша з яких права Суха. Створено декілька ставків, найбільший з яких має площу 0,11 км².
Над річкою розташовано села Фальонського району Медвежена та Октябрський. В останньому збудовано автомобільний міст.